# آن باركر
آن باركر (بالإنجليزية: Ann Parker) هي فنانة ومصورة أمريكية، ولدت في 1934.